# Mario Suárez Mata
Mario Suárez Mata (Alcobendas, 1987. február 24. –) spanyol labdarúgó. Jelenleg a Rayo Vallecano középpályása.

## Statisztika

### Klubcsapatokban
2013. november 18. szerint.
| Klub             | Szezon           | Bajnokság | Bajnokság | Kupa  | Kupa  | Nemzetközi | Nemzetközi | Összesen | Összesen |
| Klub             | Szezon           | Mérk.     | Gólok     | Mérk. | Gólok | Mérk.      | Gólok      | Mérk.    | Gólok    |
| ---------------- | ---------------- | --------- | --------- | ----- | ----- | ---------- | ---------- | -------- | -------- |
| Atlético Madrid  | 2005–06          | 4         | 0         | 2     | 0     | 0          | 0          | 6        | 0        |
| Atlético Madrid  | 2006–07          | 0         | 0         | 0     | 0     | 0          | 0          | 0        | 0        |
| Atlético Madrid  | Összesen         | 4         | 0         | 2     | 0     | 0          | 0          | 6        | 0        |
| Valladolid       | 2006–07          | 23        | 3         | 7     | 1     | 0          | 0          | 30       | 4        |
| Valladolid       | Összesen         | 23        | 3         | 7     | 1     | 0          | 0          | 30       | 4        |
| Celta            | 2007–08          | 26        | 2         | 1     | 0     | 0          | 0          | 27       | 2        |
| Celta            | Összesen         | 26        | 2         | 1     | 0     | 0          | 0          | 27       | 2        |
| Mallorca         | 2008–09          | 26        | 0         | 6     | 0     | 0          | 0          | 32       | 0        |
| Mallorca         | 2009–10          | 34        | 5         | 4     | 1     | 0          | 0          | 38       | 6        |
| Mallorca         | Összesen         | 60        | 5         | 10    | 1     | 0          | 0          | 70       | 6        |
| Atlético Madrid  | 2010–11          | 27        | 2         | 4     | 0     | 4          | 0          | 35       | 2        |
| Atlético Madrid  | 2011–12          | 28        | 0         | 0     | 0     | 14         | 0          | 42       | 0        |
| Atlético Madrid  | 2012–13          | 29        | 1         | 8     | 0     | 6          | 0          | 43       | 1        |
| Atlético Madrid  | 2013–14          | 7         | 0         | 2     | 0     | 1          | 0          | 10       | 0        |
| Atlético Madrid  | Összesen         | 91        | 3         | 14    | 0     | 25         | 0          | 130      | 3        |
| Karrier összesen | Karrier összesen | 204       | 13        | 34    | 2     | 25         | 0          | 263      | 15       |

### Válogatott mérkőzések
Utolsó frissítés: 2014. február 2.
| Nemzeti válogatott | Szezon   | Barátságos | Barátságos | Tétmérkőzés | Tétmérkőzés | Összesen | Összesen |
| Nemzeti válogatott | Szezon   | Mérk.      | Gólok      | Mérk.       | Gólok       | Mérk.    | Gólok    |
| ------------------ | -------- | ---------- | ---------- | ----------- | ----------- | -------- | -------- |
| Spanyolország      | 2012–13  | 1          | 0          | 1           | 0           | 2        | 0        |
| Spanyolország      | 2013–14  | 0          | 0          | 0           | 0           | 0        | 0        |
| Összesen           | Összesen | 1          | 0          | 1           | 0           | 2        | 0        |

## Sikerei, díjai
- Atlético Madrid:
  - Európa Liga: 2011–12
  - UEFA-szuperkupa: 2010, 2012
  - Copa del Rey: 2012–13
- Spanyol U19:
  - U19-es Európa-bajnok: 2006